# Panodoro de Alejandría
Panodoro de Alejandría fue un monje historiador egipcio del siglo V.
Introdujo en el año 412 un cómputo del momento de la creación que calculó en el 1 de septiembre del año 5509 antes de Cristo, denominándolo en lengua griega από κτίσεως κόσμου (apo ktiseos kosmou) o έτος κόσμου (aetos kosmou, en latín Anno Mundi) lo que se denomina habitualmente era antioquiana o era alejandrina, y que es el hito inicial del calendario bizantino.